# 山薯
山薯（学名：Dioscorea fordii）是薯蓣科薯蓣属的植物，是中国的特有植物。分布在中国大陆的广东、广西、浙江、福建、湖南等地，生长于海拔50米至1,150米的地区，见于山凹、山坡、溪沟边及路旁的杂木林中，目前尚未由人工引种栽培。